# خوزه لوئیز گارسیا (بازیکن فوتبال)
خوزه لوئیز گارسیا (انگلیسی: José Luis García؛ زادهٔ ۱۸ آوریل ۱۹۸۵) بازیکن فوتبال اهل آرژانتین است.
از باشگاه‌هایی که در آن بازی کرده‌است می‌توان به باشگاه ورزشی سن لورنسو آلماگرو، باشگاه فوتبال روساریو سنترال، و باشگاه فوتبال اونیورسیداد شیلی اشاره کرد.